# Сэноуэ, Дзюн
Дзюн Сэноуэ (яп. 瀬上 純 Сэноуэ Дзюн, 2 августа 1970, Мацусима, префектура Мияги, Тохоку, Япония) — композитор музыки многих игр серии Sonic the Hedgehog. Также гитарист группы Crush 40.

## Биография
Дзюн Сэноуэ родился 2 августа 1970 года в посёлке Мацусима в Японии. В 3 года он начал играть на фортепиано. Позднее он и его семья переехали в Панаму. В 12 лет он заинтересовался рок-музыкой, и пробовал даже сочинять песни. В 15 лет Дзюн научился играть на электрогитаре. Тогда же, в 15 лет, он создал свою первую группу. Некоторые песни этой группы даже появлялись на радио. Когда Дзюну было 17 лет, группа распалась.
В 1993 году он закончил обучение на экономиста в Университете Аояма и начал работать в компании Sega, в качестве автора музыки для видеоигр. Он работал над музыкой в большинстве игр серии Sonic the Hedgehog, начиная с Sonic the Hedgehog 3. В 1998 году ему поручили работу над музыкой в Sonic Adventure. Для записи некоторых композиций был приглашён вокалист группы Hardline (Дзюн был фанатом этой группы) Джонни Джоэли, с которым был заключён контракт на совместную работу. Так и родилась группа «Sons of Angels» (позднее — «Crush 40»).
Так как контракт ещё не кончился, а Джонни жил в Сан-Франциско, Дзюн переехал в Калифорнию. Там он продолжил работать в Sega. Будучи в Америке, он работал над саундтреками к играм Sonic Adventure 2, Sonic Heroes и Shadow the Hedgehog. Также Сэноуэ написал мелодию «Riala» — главную тему игры Nights: Journey of Dreams.
В 2005 году Дзюн записал совместный с японской певицей Дзюнко Нодой альбом «Ready!». Этот проект известен под названием «JxJ» (Jun x Junko), однако он распространялся лишь в Японии. Также копия этого альбома была на его сайте.
В 2007 году состоялась презентация аркадного автомата OutRun 2 SP. Для него Дзюн написал «Splash Wave», «Rush a Difficulty» и «Lift You UP!».
Дзюн также был одним из 38 композиторов для игры Super Smash Bros. Brawl, вложившим туда новую версию темы «Angel Island Zone» из Sonic the Hedgehog 3, так же, как и многие оригинальные песни Crush 40, например «Live & Learn».
В 2007 году Дзюн представил три новых аранжировки для японской версии OutRun 2 SP для консоли, включая существующие серии треков «Splash Wave» и «Rush a Difficulty», а также оригинальный трек под названием «Lift You Up!». Песни также доступны на «Outrun 20th Anniversary» коробки компакт-диска.
Дзюн Сэноуэ был главным композитором игры Sonic and the Black Knight.
Весной 2009 года Дзюн принял участие в создании нового альбома группы Hardline и записал гитарное соло для песни «Before This».
Осенью 2009 года прошёл слух, что он собирается выпустить свой сольный альбом. Это оказалось правдой. Альбом называется «The Works». В нём много работ Дзюна, но далеко не все. Например, из сониковских тем на этом диске оказалось всего 3. Альбом вышел 21 октября 2009 года.
В 2011 году Дзюн много выступал вживую (в основном это концерты Crush 40). Стал главным композитором игры Sonic Generations. Чаще стал контактировать с фанатами через социальные сети. В честь 20-летия Соника начал продавать копии электрогитары ESP STH-130 SONIC THE HEDGEHOG, на которой сыграно большинство треков из игр про Соника и песен Crush 40, однако продавались они лишь до конца года.

## Игрография
| Год       | Название                                         | Роль                                                                     | Примечание                            |
| --------- | ------------------------------------------------ | ------------------------------------------------------------------------ | ------------------------------------- |
| 1993      | Dark Wizard                                      | Помощник в создании музыки                                               |                                       |
| 1994      | Game No Kandume — Volume 1                       | Композитор                                                               |                                       |
| 1994      | Game No Kandume — Volume 2                       | Композитор                                                               |                                       |
| 1994      | Sonic the Hedgehog 3                             | Композитор                                                               |                                       |
| 1994      | Formula One World Championship: Beyond the Limit | Композитор, звуковые эффекты                                             | В титрах указан как JunJun            |
| 1994      | Sonic & Knuckles                                 | Композитор                                                               |                                       |
| 1995      | Metal Head                                       | Дизайнер по звуку                                                        |                                       |
| 1995      | Knuckles’ Chaotix                                | Особая благодарность                                                     |                                       |
| 1995      | In the Hunt                                      | Композитор                                                               | Версия игры для Saturn                |
| 1995      | F1 Challenge                                     | Композитор                                                               |                                       |
| 1995      | Sega Rally Championship                          | Особая благодарность                                                     | Версия игры для Saturn                |
| 1996      | Victory Goal '96                                 | Композитор                                                               |                                       |
| 1996      | Daytona USA Championship Circuit Edition         | Композитор                                                               |                                       |
| 1996      | Sonic 3D Blast                                   | Главный композитор                                                       | Версия для Mega Drive/Genesis         |
| 1996      | Sonic 3D Blast                                   | Особая благодарность композиторам версии игры на Mega Drive/Genesis      | Версия игры для Saturn                |
| 1997      | Sega Worldwide Soccer '97                        | Композитор                                                               |                                       |
| 1997      | Burning Rangers                                  | Особая благодарность                                                     |                                       |
| 1998      | Sega Rally 2                                     | Музыкант                                                                 | Версия для аркадного автомата         |
| 1998      | Sonic Adventure                                  | Звукорежиссёр, композитор                                                |                                       |
| 1999      | Space Channel 5                                  | Особая благодарность                                                     |                                       |
| 2000      | NASCAR Arcade                                    | Главный композитор                                                       |                                       |
| 2000      | Sonic Shuffle                                    | Композитор, супервайзер по озвучиванию                                   |                                       |
| 2001      | Sonic Adventure 2                                | Звукорежиссёр, композитор                                                |                                       |
| 2003      | Let's Make a Pro Baseball Team! 2                |                                                                          |                                       |
| 2003      | Billy Hatcher and the Giant Egg                  | Особая благодарность                                                     |                                       |
| 2003      | Space Channel 5: Special Edition                 | Особая благодарность                                                     |                                       |
| 2004      | Sonic Heroes                                     | Звукорежиссёр, композитор                                                |                                       |
| 2005      | Let's Make a Pro Baseball Team! 3                | Композитор                                                               |                                       |
| 2005      | Shadow the Hedgehog                              | Звукорежиссёр, композитор                                                |                                       |
| 2006      | Sega Rally 2006                                  |                                                                          |                                       |
| 2006      | Sonic the Hedgehog                               | Композитор                                                               |                                       |
| 2006      | Sonic Rivals                                     | Супервайзер по звуку                                                     |                                       |
| 2007      | Let's Make a Pro J-League Soccer Club! 5         |                                                                          |                                       |
| 2007      | OutRun 2 SP                                      | Композитор                                                               |                                       |
| 2007      | Burnout Running                                  |                                                                          |                                       |
| 2007      | Mario & Sonic at the Olympic Games               | Особая благодарность по музыке                                           | Версия игры для Wii                   |
| 2007      | Sonic Rivals 2                                   | Супервайзер по звуку                                                     |                                       |
| 2007      | Nights: Journey of Dreams                        | Композитор, звуковые эффекты                                             |                                       |
| 2008      | Super Smash Bros. Brawl                          | Композитор                                                               |                                       |
| 2008      | Sonic Unleashed                                  | Координатор треков, композитор песни «Super Sonic vs. Perfect Dark Gaia» |                                       |
| 2009      | Sonic and the Black Knight                       | Звукорежиссёр, композитор                                                |                                       |
| 2009      | Mario & Sonic at the Olympic Winter Games        | Композитор                                                               | Версия игры для Wii                   |
| 2009      | Mario & Sonic at the Olympic Winter Games        | Особая благодарность по музыке                                           | Версия игры для DS                    |
| 2010      | Yakuza 4                                         | Помощь в интерпретации                                                   |                                       |
| 2010      | Sonic & Sega All-Stars Racing                    | Композитор (CS1 Team)                                                    |                                       |
| 2010      | Sonic the Hedgehog 4: Episode I                  | Главный композитор                                                       |                                       |
| 2010      | Super Monkey Ball: Step & Roll                   | Координатор вокальных треков                                             |                                       |
| 2010      | Sonic Free Riders                                | Композитор песни «Free»                                                  |                                       |
| 2010      | Sonic Colors                                     | Координатор вокальных треков                                             |                                       |
| 2011      | Sonic Generations                                | Звукорежиссёр, композитор                                                |                                       |
| 2011/2012 | Mario & Sonic at the London 2012 Olympic Games   | Композитор                                                               |                                       |
| 2012      | Sonic the Hedgehog 4: Episode II                 | Композитор, музыкальный продюсер                                         |                                       |
| 2012      | Sonic & All-Stars Racing Transformed             | Особая благодарность                                                     |                                       |
| 2013      | Sonic Lost World                                 | Особая благодарность                                                     |                                       |
| 2019      | Team Sonic Racing                                | Композитор                                                               |                                       |
| 2022      | Sonic Origins                                    | Композитор                                                               | Некоторые треки из Sonic 3 & Knuckles |
| 2023      | Sonic Superstars                                 | Композитор                                                               |                                       |

## Проекты

### Crush 40
Изначально группа была создана для создания музыки в играх NASCAR Arcade. Crush 40 — совместный проект Дзюна и Джонни Джоэлли из Hardline и Axel Rudi Pell. Их работы также можно услышать в серии Sonic the Hedgehog. Сейчас у группы есть два студийных альбома, два концертных альбома, два сборника, один мини-альбом, пять синглов.

### JxJ
В 2005, Дзюн выпустил совместный альбом с японской певицей Дзюнко Нодой, носящий название «Ready!». Проект носил название JxJ (Jun x Junko) и был доступен лишь в Японии.

### Bubblicious Blvd
В 2010 Дзюн основал новую группу Bubblicious Blvd совместно с гитаристом из Magna-Fi — CJ Szuter. Об этом проекте известно не очень много.

### Kazaly
Основанная в начале 1990-х японская рок-группа, в которой Дзюн является гитаристом.